# Пероксид барію
Пероксид барію — неорганічна сполука з формулою BaO2. Біла тверда речовина, за наявності домішок може мати сірий колір. Пероксид барію є першою відкритою пероксидною сполукою, і одним з найпоширеніших неорганічних пероксидів. Будучи окисником і надаючи яскраво-зеленого кольору полум'ю (як і всі сполуки барію), пероксид барію має певне застосування у феєрверках; історично його також використовували для виготовлення пероксиду водню.

## Структура
Пероксид барію складається з катіонів барію Ba2+ та пероксидних аніонів O2−2. Він є ізоморфним карбіду кальцію CaC2.

## Отримання та використання
Пероксид барію утворюється в результаті оборотної реакції кисню O2 з оксидом барію BaO. Зі зміною температури рівновага зміщується: пероксид утворюється приблизно за 500 °C, а кисень вивільняється вище 820 °C. 
2 BaO + O2 ⇌ 2 BaO2
Пероксид барію колись використовувався для отримання пероксиду водню шляхом його реакції з сірчаною кислотою: 
BaO2 + H2SO4 → H2O2 + BaSO4
Нерозчинний сульфат барію випадає в осад, і його відфільтровують із суміші.